# Уллуая
Уллуая (дарг. Хала-гIяя) — село в Левашинском районе Дагестана.
Образует сельское поселение село Уллуая как единственный населённый пункт в его составе.

## География
Расположено в 11 км к юго-востоку от села Леваши, на реке Халагорк, на высоте 1420 м.

## Этимология и история
Село было основано выходцами из села Акуша. 
Изначальное название Хала-ая состоит из двух даргинских слов Хала (Большой) и ая (Загон, двор) и значит «большой загон». Произошло оно, по местному преданию, от того факта, что здесь был в давние времена большой загон или выгон, принадлежавший какому-то хану. Кумыки называли село Уллу-ая, переведя первое слово на свой язык. Официальным названием селения стал не даргинский, а кумыкско-даргинский гибридный вариант из-за тесных связей русских с кумыками, от которых они усваивали многие названия.
21 декабря 1819 года аул был разорен по приказу Ермолова, который предпринял поход в Акушу, с целью добиться покорности Акушинского вольного общества. На тот момент, аул по словам Ермолова, представлял собой «прекраснейший городок до 800 домов».

## Население
| 1888  | 1895  | 1926  | 1939  | 1959  | 1970  | 1989  |
| ----- | ----- | ----- | ----- | ----- | ----- | ----- |
| 1267  | ↘1249 | ↗1290 | ↗1630 | ↘1119 | ↗1662 | ↗2200 |
| 2002  | 2010  | 2012  | 2013  | 2014  | 2015  | 2016  |
| ↗5516 | ↗5962 | ↗6272 | ↗6343 | ↗6384 | ↗6478 | ↗6583 |
| 2017  | 2018  | 2019  | 2020  | 2021  | 2023  | 2024  |
| ↗6671 | ↗6783 | ↗6913 | ↗7003 | ↗7127 | ↗7271 | ↗7397 |
| 2025  |       |       |       |       |       |       |
| ↗7533 |       |       |       |       |       |       |

В 1886 году в селе проживал 1376 человек

## Улицы
Улицы села:
| - Алигаджи Акушинского - Джангамахинская - Имама Шамиля - Карлябкинская - Левашинская - Мекегинская - Наскентская | - Сулейбакентская - Тагиркентская - Хасакентская - Хизри-кади - Шейха Мирза уста - Школьная - Ярагского |